# Diamentowa Liga 2011
Samsung Diamentowa Liga 2011 – druga edycja cyklu najbardziej prestiżowych mityngów lekkoatletycznych na świecie. W ramach ligi sportowcy rywalizowali w 32 konkurencjach (16 wśród panów i 16 wśród pań). W każdej konkurencji zawodnicy stanęli na starcie siedem razy. Zwycięzcy klasyfikacji generalnej cyklu w każdej z konkurencji zostali nagrodzeni diamentem. Pierwszy mityng cyklu odbył się 6 maja w Katarze, a rywalizację zakończył Memorial Van Damme w Brukseli 16 września.

## Kalendarz
| Data           | Mityng                          | Miasto     | Stadion                        | Wyniki    |
| -------------- | ------------------------------- | ---------- | ------------------------------ | --------- |
| 6 maja         | Qatar Athletic Super Grand Prix | Doha       | Qatar SC Stadium               | Rezultaty |
| 15 maja        | Shanghai Golden Grand Prix      | Szanghaj   | Shanghai Stadium               | Rezultaty |
| 26 maja        | Golden Gala                     | Rzym       | Stadio Olimpico                | Rezultaty |
| 4 czerwca      | Prefontaine Classic             | Eugene     | Hayward Field                  | Rezultaty |
| 9 czerwca      | Bislett Games                   | Oslo       | Bislett Stadion                | Rezultaty |
| 11 czerwca     | Adidas Grand Prix               | Nowy Jork  | Icahn Stadium                  | Rezultaty |
| 30 czerwca     | Athletissima                    | Lozanna    | Stade Olympique de la Pontaise | Rezultaty |
| 8 lipca        | Meeting Areva                   | Paryż      | Stade de France                | Rezultaty |
| 10 lipca       | Aviva Birmingham Grand Prix     | Birmingham | Alexander Stadium              | Rezultaty |
| 22 lipca       | Herculis                        | Monako     | Stade Louis II                 | Rezultaty |
| 29 lipca       | DN Galan                        | Sztokholm  | Stadion Olimpijski             | Rezultaty |
| 5 – 6 sierpnia | Aviva London Grand Prix         | Londyn     | Crystal Palace                 | Rezultaty |
| 8 września     | Weltklasse Zürich               | Zurych     | Letzigrund Stadion             | Rezultaty |
| 16 września    | Memorial Van Damme              | Bruksela   | Stadion Króla Baudouina I      | Rezultaty |

## Klasyfikacje
| Konkurencja                   |                           | Punkty |
| Mężczyźni                     |                           |        |
| Bieg na 100 m                 | Asafa Powell              | 18     |
| Bieg na 200 m                 | Walter Dix                | 16     |
| Bieg na 400 m                 | Kirani James              | 12     |
| Bieg na 800 m                 | David Rudisha             | 16     |
| Bieg na 1500 m                | Nixon Kiplimo Chepseba    | 12     |
| Bieg na 5000 m                | Imane Merga               | 15     |
| Bieg na 3000 m z przeszkodami | Paul Kipsiele Koech       | 17     |
| Bieg na 110 m przez płotki    | Dayron Robles             | 16     |
| Bieg na 400 m przez płotki    | David Greene              | 16     |
| Skok wzwyż                    | Jesse Williams            | 9      |
| Skok o tyczce                 | Renaud Lavillenie         | 20     |
| Skok w dal                    | Mitchell Watt             | 12     |
| Trójskok                      | Phillips Idowu            | 18     |
| Pchnięcie kulą                | Dylan Armstrong           | 17     |
| Rzut dyskiem                  | Virgilijus Alekna         | 17     |
| Rzut oszczepem                | Matthias de Zordo         | 17     |
| Kobiety                       |                           |        |
| Bieg na 100 m                 | Carmelita Jeter           | 22     |
| Bieg na 200 m                 | Carmelita Jeter           | 13     |
| Bieg na 400 m                 | Amantle Montsho           | 28     |
| Bieg na 800 m                 | Jennifer Meadows          | 11     |
| Bieg na 1500 m                | Morgan Uceny              | 19     |
| Bieg na 5000 m                | Vivian Jepkemoi Cheruiyot | 20     |
| Bieg na 3000 m z przeszkodami | Milcah Chemos Cheywa      | 20     |
| Bieg na 100 m przez płotki    | Danielle Carruthers       | 19     |
| Bieg na 400 m przez płotki    | Kaliese Spencer           | 24     |
| Skok wzwyż                    | Blanka Vlašić             | 18     |
| Skok o tyczce                 | Silke Spiegelburg         | 14     |
| Skok w dal                    | Brittney Reese            | 23     |
| Trójskok                      | Olha Saładucha            | 24     |
| Pchnięcie kulą                | Valerie Adams             | 24     |
| Rzut dyskiem                  | Yarelis Barrios           | 14     |
| Rzut oszczepem                | Christina Obergföll       | 28     |

## Polacy
W sezonie 2011 Diamentowej Ligi punktowało pięcioro polskich zawodników. Piotr Małachowski w rzucie dyskiem był czwarty (5 punktów), Tomasz Majewski w pchnięciu kulą był czwarty (5 punktów), Anna Rogowska w skoku o tyczce była piąta (5 punktów), Marcin Lewandowski w biegu na 800 metrów był szósty (4 punkty) i Żaneta Glanc w rzucie dyskiem była szósta (2 punkty).